# Mike Hiltner
Michael „Mike” Hiltner (St. Cloud, Minnesota, 1966. március 22. –) amerikai profi jégkorongozó.

## Karrier
1984 után a helyi középiskolásból az alaszkai University of Alaska-Anchorage-ra nyert felvételt, ahol a tanulás mellett az egyetemi jégkorongcsapat tagja volt. A National Hockey League-be hivatalos drafton nem választották ki. Viszont az akkor még létező NHL Supplemental Drafton kiválasztották (1987. 1. kör 17. hely) 1988-ban diplomázott és utána az International Hockey League-es Fort Wayne Kometsben kezdte a profi pályafutását. Ebben a szezonban játszott még az ECHL-es Johnstown Chiefs és a szintén IHL-es Kalamazoo Wingsben. A következő szezonba átjött Európába a finn Liigába és az Ilvesszel ezüstérmet nyert. Ezután visszatért az Egyesült Államokba az IHL-es Kansas City Bladesbe. Ebben a csapatban egy fél bajnoki idényt játszott, majd 1992–1993-ban egymás után három csapatban is szerepelt, de mindössze 14 mérkőzésen (Kansas City Blades, Raleigh IceCaps, Nashville Knights) 1993-ban visszatért Európába, a német másodosztályba, az SC Memmingenbe, majd 7 mérkőzés után a német negyedosztálybeli ERSC Ambergból vonult vissza.

## Díjai
- 1986: NCAA (Nyugat) Második All-American Csapat
- 1988: NCAA (Nyugat) Első All-American Csapat
- 1990: Liiga ezüstérem